# Club Deportivo Atlético Mengíbar
El Club Deportivo Atlético Mengíbar, también conocido como Atlético Mengíbar FS o por razones de patrocinio como Oleoinnova Mengíbar FS, es un equipo profesional de fútbol sala fundado en 2008 en Mengíbar, España. Actualmente juega en la Segunda División.

## Historia
Se funda en 2008, donde empieza jugando en competiciones amistosas hasta que en la temporada 2011-12 decide inscribirse en categorías regionales. Tarda poco en dar frutos el equipo, ya que en dos años el C.D. Atlético Mengíbar FS se planta en Tercera División, donde el equipo queda segundo, dando derecho a jugar una fase de ascenso con el Cádiz FS en la cual cae derrotado.
A mediados del mes de julio, el C.D. Atlético Mengíbar FS, recibe una llamada de la federación donde informa que el equipo que había quedado en primer lugar y que había ascendido tras ganar su fase de ascenso, no va a salir adelante por motivos económicos, y se ofrece la plaza a Segunda División B. Tras muchas vueltas y muchas reuniones, se decide desde la junta directiva del club intentar llevar a Mengíbar por primera vez en su historia a jugar esta Segunda División B y competir a nivel nacional.
Tras el acuerdo económico alcanzado con el Ayuntamiento, sin cual no hubiera sido posible esta hazaña, es misión de la directiva del club encontrar el resto de presupuesto para poder alcanzar la meta de llevar a Mengíbar por primera vez a jugar en esta división, siendo de esta forma el segundo mejor equipo de la provincia de Jaén tras el Jaén FS que milita en Primera División.
En su primera temporada en Segunda División B hace una temporada de ensueño y queda 2.º en su grupo. Esa misma temporada también disputa la final de la Copa Presidente de la Diputación de Jaén donde cae derrotado ante el Jaén FS. El hecho de quedar segundo le da ocasión de disputar la Copa del Rey.
La temporada siguiente queda campeón de su grupo y asciende por primera vez en su historia a la Segunda División. Esa misma temporada además disputa la Copa del Rey por primera vez y cae en 1/32 de final con el Cartagena Fútbol Sala. Otro hecho importante es que conquista la Copa Presidente de la Diputación de Jaén.
En la temporada 2016-17 el equipo juega por primera vez en categoría LNFS. El Mengíbar hace una gran temporada y consigue la permanencia, quedando en 8.ª posición. Además el equipo se queda a un puesto de disputar el Play-Off de ascenso a Primera División, el cual lo disputan los 5 primeros clasificados pero la presencia de dos filiares hizo que pudiendo finalizar 7.º se pudiera disputar el ascenso. Por otra parte, el equipo logra su mejor actuación en Copa del Rey, cayendo en 1/16 de final ante ElPozo Murcia por 1-11. En cuanto a los torneos regionales, logra el subcampeonato de Copa de Andalucía por un resultado de 9-6 ante el Real Betis y en la Copa Diputación avanza a la final, donde vencería al Baeza FS por resultado de 6-2.

## Trayectoria
| Temporada | División           | Posición | Copa del Rey  | Copa de Andalucía | Copa Diputación |
| --------- | ------------------ | -------- | ------------- | ----------------- | --------------- |
| 2011-12   | Segunda Andaluza   | 1.º      |               |                   |                 |
| 2012-13   | Primera Andaluza   | 1.º      |               |                   |                 |
| 2013-14   | Tercera División   | 2.º      |               |                   |                 |
| 2014-15   | Segunda División B | 2.º      |               |                   | Subcampeón      |
| 2015-16   | Segunda División B | 1.º      | 1.ª ronda     |                   | Campeón         |
| 2016-17   | Segunda División   | 8.º      | 1/16 de final | Subcampeón        | Campeón         |
| 2017-18   | Segunda División   | 11.º     | 1/16 de final | Semifinalista     | Campeón         |
| 2018-19   | Segunda División   | 3.º      | 1/16 de final |                   |                 |
| 2019-20   | Segunda División   | 9.º      | 1/8 de final  | Semifinalista     |                 |

## Palmarés

### Torneos nacionales
- Segunda División B - Grupo V (2): 2015/16 y 2022/23

### Torneos regionales
- Copa Diputación de Jaén (3): 2016, 2017 y 2018.